# Nicolla skrjabini
Nicolla skrjabini — вид трематод родини Opecoelidae, ряду Plagiorchiida.

## Поширення
Nicolla skrjabini поширені в басейнах річок Чорноморсько-Азовського, а також Балтійського басейнів. Вселення до басейну Волги молюсків Lithoglyphus naticoides призвело до розповсюдження Nicolla skrjabini басейном Каспійського моря.

## Хазяї
Хазяями Nicolla skrjabini виступають:
- Молюски Lithoglyphus naticoides, які слугують першим проміжними хазяями[1][2]
- Бокоплави Gammarus balcanicus слугують другим проміжним хазяєм[1]
- Кінцевим хазяїном слугують близько 27 видів риб.[1] маріти живуть у кишечнику риб.